# Olivella olssoni
Olivella olssoni is een slakkensoort uit de familie van de Olividae. De wetenschappelijke naam van de soort is voor het eerst geldig gepubliceerd in 1971 door Van Regteren Altena.